# Бизнес Аналитика
Бизнес Аналитика (в холдинг входят Бизнес Аналитика — Интегрированные Маркетинговые Исследования, Бизнес Аналитика — Маркет Контур) — российское исследовательское агентство. Штаб-квартира — в Москве. В штате московского офиса более 350 специалистов.
Специализация — информация о российском потребительском рынке, услуги в сфере комплексного маркетингового анализа.
Основные продукты компании: 
- Аудит розничной торговли (исследование о продажах, ценах и дистрибуции в продовольственной рознице по различным продуктовым категориям) — с лета 2010 года не проводит;
- Перепись торговых точек (census);
- Key Accounts Index (статистические отчеты о продажах в продовольственных сетях);
- Потребительские исследования;
- Комплексные маркетинговые исследования;
- Аналитические обзоры рынков товаров и услуг.

Панель для розничного аудита составляет около 20 000 розничных торговых точек в 800 населенных пунктах России. . 
Исследуются следующие товарные категории:
- ликеро-водочная продукция, [2]
- элитный алкоголь,
- пиво-безалкогольные напитки [3]
- замороженные полуфабрикаты,
- мясная гастрономия,
- мороженое,
- шоколадные изделия,
- овощная консервация и др. [4]

Крупнейшими клиентами компании «Бизнес Аналитика» являются Wimm-Bill-Dann, Балтика, Nestle, Bacardi-Martini. 